# Ronnie Moran
Ronnie Moran (Crosby, 28 febbraio 1934 – Liverpool, 22 marzo 2017) è stato un calciatore e allenatore di calcio inglese, di ruolo difensore.
È stato in assoluto il dipendente della società con più anni di carriera, quando s'è ritirato nel 1999.

## Carriera
Moran è nato a Crosby, poco fuori Liverpool, e iniziò la sua carriera da calciatore al Liverpool come apprendista elettricista giocando nella squadra riserve. Originalmente terzino sinistro, Moran firmò un contratto professionista con il manager Don Welsh nel gennaio 1952 e fece il suo debutto subito dopo nella sconfitta per 3-2 a Derby County il 22 novembre 1952, all'età di 18 anni.
Nella stagione 1955-1956 si stabilizzò come prima scelta nel suo ruolo. I Reds languivano in Second Division in quel periodo, e con Moran persero soltanto sei partite tra il 1955 ed il 1959. Nell'ultima parte del decennio fu capitano. Nel 1961-1962 giocò 16 partite che portarono i Reds tra le prime squadre della Division One Championship, e due stagioni dopo vinsero il campionato.
Nel 1966 Moran fu invitato ad entrare nello staff tecnico da Bill Shankly e continuò a giocare nella squadra reserve di Fagan per altri due anni per aiutare i giocatori in erba a crescere. Si ritirò formalmente dal calcio giocato durante la stagione 1968-1969 e si unì stabilmente allo staff, diventando una parte del Boot Room team.
Quando Kenny Dalglish annunciò le dimissioni nel 1991, Moran divenne allenatore per 10 partite.
Nel 1992 Moran occupò di nuovo quel posto dopo che Graeme Souness dovette subire un'operazione al cuore. Condusse il Liverpool alla finale di FA Cup svolta a Wembley. Souness ritornò stabilmente in luglio.
Annunciò il suo ritiro definitivo dal calcio e lasciò il Liverpool nel 1998. Insieme a Bob Paisley occupò ogni possibile ruolo nel club, da calciatore a fisioterapista, da allenatore fino a manager.
Il 22 marzo 2017 il figlio, Paul Moran, comunica attraverso i social media che Ronald è morto dopo breve malattia, all'età di 83 anni.

## Palmarès

### Giocatore

#### Club

##### Competizioni nazionali
- Second Division: 1

Liverpool: 1961-1962
- Campionato inglese: 1

Liverpool: 1963-1964
- Charity Shield: 1

Liverpool: 1964

### Allenatore
- Coppa d'Inghilterra: 1

Liverpool: 1991-1992